# 1988 K리그 드래프트
K리그 드래프트 1988은 K리그 역사상 최초의 K리그 드래프트이다.

## 일시
| 드래프트 실시 일시 : 1987년 12월 8일 | 드래프트 실시 일시 : 1987년 12월 8일 |
| 총 드래프트 신청자 : 58명            | 총 드래프트 신청자 : 58명            |
| 지명 형식                            | 숫자                                 |
| ------------------------------------ | ------------------------------------ |
| 연고지역 우선지명                    | 6명                                  |
| 드래프트 순번내 지명                 | 12명                                 |
| 합계 : 18명                          |                                      |

## 특징
- 1988년 드래프트는 K리그 첫 번째 드래프트였다. 김종부 스카우트 파동 사건이 있은 후 프로구단들의 과열경쟁을 방지하기 위해서 도입되었다.

- 각 프로구단 연고지역의 고등학교를 졸업한 대졸선수들을 2명까지 드래프트가 열리기 전에 우선적으로 연고지명 할 수 있었다. 이때만 해도 드래프트 신청은 대학졸업예정선수만을 대상으로 실시하였다. 또 드래프트에 지명되지 않은 선수들은 자유계약으로 영입할 수 있었다.

- 1987년 시즌 최하위였던 럭키 금성 황소 축구단이 1순위 우선지명권을 행사하였었다. 이후부터는 시즌 순위에 따라 역순위로 드래프트권 배정하였다.

- 당시 현대 호랑이 축구단은 1988년 드래프트에서 단 한명의 선수도 지명하지 못했는데, 이는 김종부 스카우트 파동 당시 현대가 일방적으로 팀 해체 선언을 했기 때문이다. 결국 김종부 선수의 포항제철 임대, 1988년 1월에 현대는 축구단 부활을 선언하면서 이와 같은 사태는 일단락되었다.

## 지명 결과
| 구단            | 연고지명       | 1차선발                | 2차선발 | 3차선발 |
| --------------- | -------------- | ---------------------- | ------- | ------- |
| 럭키금성 황소   | 조병영         | 윤상철, 김남호, 최영준 | 주경철  |         |
| 유공 코끼리     | 이광종, 강한상 | 황보관                 | 송선호  | 문영래  |
| 포항제철 아톰즈 | 김부만         | 오승인                 | 김승진  |         |
| 대우 로얄즈     | 최대식, 한창우 | 조덕제, 김경래         | 김동훈  |         |

## 계약금과 연봉추이
- 1차선발 지명시 : 계약금 4천만원, 연봉 1천 8백만원 (당시 물가기준)

- 2차선발 지명시 : 계약금 3천만원, 연봉 1천 5백 60만원

- 3차선발 지명시 : 계약금 2천5백만원, 연봉 1천 4백 40만원